# 메리 팻 글리슨

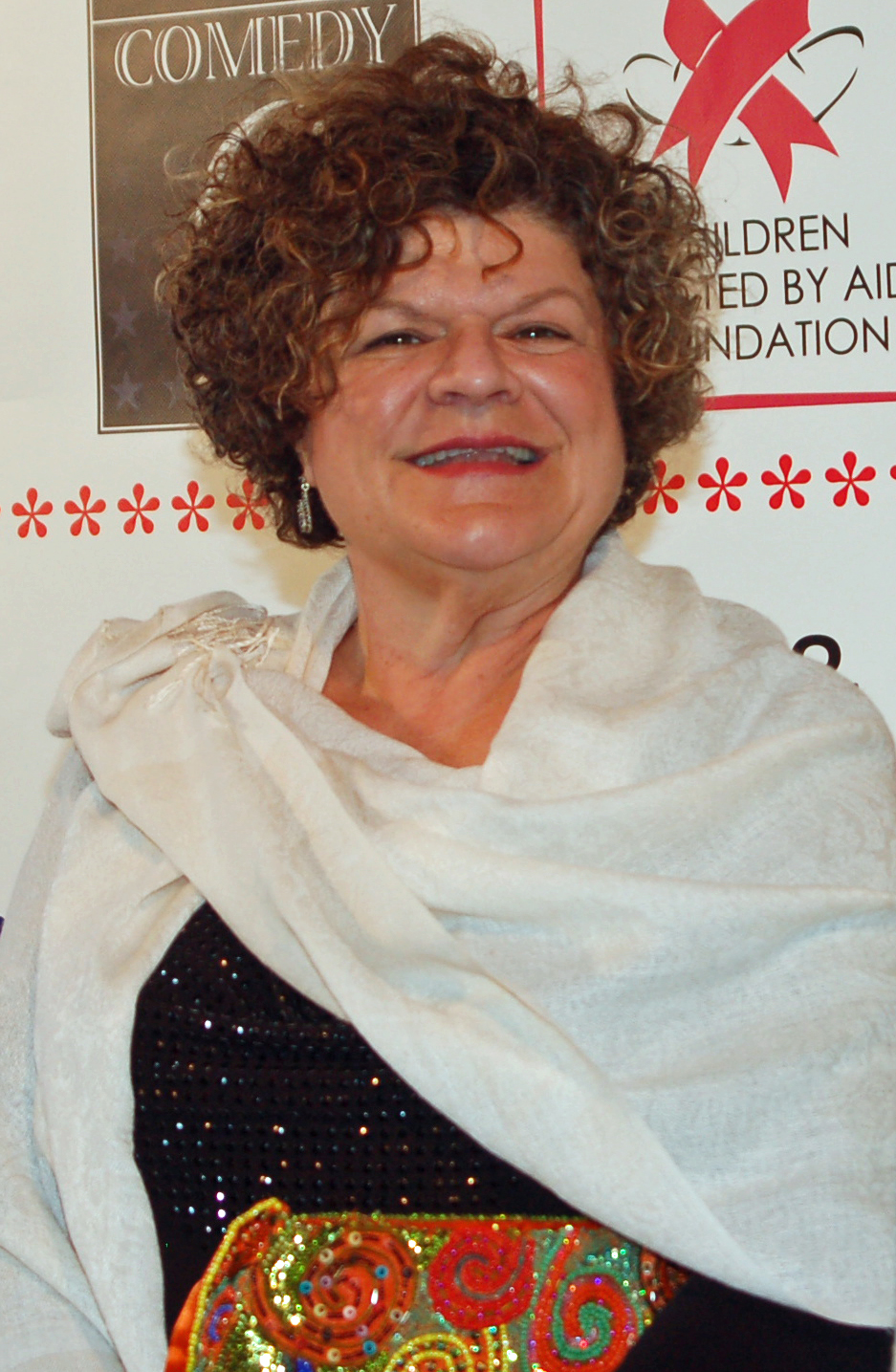

메리 팻 글리슨(Mary Pat Gleason, 1950년 2월 23일 ~ 2020년 6월 2일)은 미국의 배우, 각본가이다.
로스앤젤레스에서 사망하였다. 사인은 암이다.

## 출연 작품
- 시에라 연애 대작전 (2018년)
- 니나 (2016년)
- 파인더스 키퍼스 (2014년)
- 에코 (2014년)
- 드릴빗 테일러 (2008년)
- 와인 미라클 (2008년)
- 노벨 손 (2007년)
- 무빙 맥앨리스터 (2007년)
- 척 앤 래리 (2007년)
- 철없는 그녀의 아찔한 연애코치 (2007년)
- 룸 6 (2006년)
- 리스트커터스 - 러브 스토리 (2006년)
- 아일랜드 (2005년)
- 완벽한 그녀에게 딱 한가지 없는 것 (2004년)
- 신데렐라 스토리 (2004년) - 일리노 역
- 브루스 올마이티 (2003년)
- 에볼루션 (2001년)
- 기적의 계절 (1999년)
- 유 럭키 독 (1998년)
- 룩킨 이탈리안 (1998년)
- 인피니티 (1996년)
- 크루서블 (1996년)
- 구름 속의 산책 (1995년)
- 스피치리스 (1994년)
- 프렌즈 (1994년)
- 맨 트러블 (1992년)
- 로렌조 오일 (1992년)
- 원초적 본능 (1992년)
- 패스트타임 (1991년)
- 가장 최근의 옛날 이야기 (1991년)
- 영혼의 사랑 (1991년)
- 스포트라이트 (1991년)
- 인턴 X (1990년)
- 멸망의 창조 (1989년)
- 크레아 머니 (1983년)
- 킬링 케네디

### 텔레비전
- 미들맨 (2008, The Middleman)